# Ознака Діріхле
Ознака Діріхле — в математиці одна із ознак збіжності ряду, названа на честь німецького математика Діріхле.

## Твердження і доведення
Нехай виконуються такі умови:
- Послідовність {\displaystyle B_{n}=\sum _{k=1}^{n}b_{k}} обмежена, тобто {\displaystyle \exists M>0:|B_{n}|\leqslant M\quad \forall n\in \mathbb {N} }.
- {\displaystyle a_{n}\geqslant a_{n+1}\quad \forall n\in \mathbb {N} }.
- {\displaystyle \lim _{n\to \infty }a_{n}=0}.

Тоді ряд {\displaystyle \sum _{n=1}^{\infty }a_{n}b_{n}} є збіжним.

### Доведення
Із збіжності {\displaystyle a_{n}} до нуля маємо, що для будь-якого {\displaystyle \varepsilon >0} існує {\displaystyle N\in \mathbb {N} ,} що {\displaystyle a_{n}<\varepsilon } виконується для всіх {\displaystyle n>N}. Т
Також:
{\displaystyle \sum _{k=1}^{n}a_{k}b_{k}=\sum _{k=1}^{n}a_{k}(B_{k}-B_{k-1})=\sum _{k=1}^{n-1}B_{k}(a_{k}-a_{k+1})+a_{n}B_{n}}
Оскільки {\displaystyle a_{n}\geqslant a_{n+1}\quad \forall n\in \mathbb {N} } то також :
{\displaystyle \left|\sum _{k=1}^{n-1}B_{k}(a_{k}-a_{k+1})\right|\leqslant \sum _{k=1}^{n-1}|B_{k}|(a_{k}-a_{k+1})\leqslant M\sum _{k=1}^{n-1}(a_{k}-a_{k+1})=M(a_{1}-a_{n})}
Відповідно ряд {\displaystyle \sum _{k=1}^{\infty }B_{k}(a_{k}-a_{k+1})} є абсолютно збіжним і ряд {\displaystyle \sum _{n=1}^{\infty }a_{n}b_{n}} збіжним оскільки його часткові суми відрізняються на {\displaystyle a_{n}B_{n}}, що прямує до нуля.

## Приклади застосування
- Нехай {\displaystyle a_{n}\geqslant a_{n+1}\quad \forall n\in \mathbb {N} } є монотонною послідовністю і {\displaystyle \lim _{n\to \infty }a_{n}=0}. Якщо взяти {\displaystyle b_{i}=(-1)^{i-1}} то із ознаки Діріхле випливає збіжність ряду {\textstyle \sum _{n=0}^{\infty }(-1)^{n}a_{n}=a_{0}-a_{1}+a_{2}-a_{3}+\cdots }. Таким чином теорема Лейбніца про збіжність знакозмінних рядів є наслідком теореми Діріхле.
- Якщо {\displaystyle a_{n}} є монотонно спадною і {\displaystyle \lim _{n\to \infty }a_{n}=0}. Нехай тепер {\displaystyle b_{j}=\cos jx} і {\displaystyle b_{j}=\sin jx} де дійсне число {\displaystyle x\neq 2\pi m,\,m\in \mathbb {Z} .} Згідно елементарних тригонометричних тотожностей:

{\displaystyle 2\sin jx\sin {1 \over 2}x=\cos \left(j-{1 \over 2}\right)x-\cos \left(j+{1 \over 2}\right)x}
{\displaystyle 2\cos jx\sin {1 \over 2}x=\sin \left(j+{1 \over 2}\right)x-\sin \left(j-{1 \over 2}\right)x}
Таким чином:
{\displaystyle \sum _{j=1}^{n}\cos jx={\frac {\cos {\frac {1}{2}}x-\cos {\frac {3}{2}}x+\cos {\frac {3}{2}}x-\cos {\frac {5}{2}}x+\ldots -\cos \left(n+{\frac {1}{2}}\right)x}{2\sin {\frac {1}{2}}x}}={\frac {\cos {\frac {1}{2}}x-\cos \left(n+{\frac {1}{2}}\right)x}{2\sin {\frac {1}{2}}x}}}
{\displaystyle \sum _{j=1}^{n}\sin jx={\frac {-\sin {\frac {1}{2}}x+\sin {\frac {3}{2}}x-\sin {\frac {3}{2}}x+\sin {\frac {5}{2}}x-\ldots +\sin \left(n+{\frac {1}{2}}\right)x}{2\sin {\frac {1}{2}}x}}={\frac {-\sin {\frac {1}{2}}x+\sin \left(n+{\frac {1}{2}}\right)x}{2\sin {\frac {1}{2}}x}}}
Із цих формул одержується, що всі суми {\textstyle \sum _{j=1}^{n}\cos jx} і {\textstyle \sum _{j=1}^{n}\sin jx} за абсолютним значенням є обмеженими числом {\displaystyle {\frac {1}{\left|\sin {\frac {x}{2}}\right|}}.}
Відповідно згідно ознаки Діріхле ряди {\textstyle \sum _{j=1}^{\infty }a_{j}\cos jx} і {\textstyle \sum _{j=1}^{\infty }a_{j}\sin jx} є збіжними.
Конкретними прикладами таких рядів є {\textstyle \sum _{j=1}^{\infty }{\frac {\cos jx}{j}}} і {\textstyle \sum _{j=1}^{\infty }{\frac {\sin jx}{j}}.} Оскільки комплексне число {\displaystyle z} для якого {\displaystyle |z|=1} можна записати як  {\displaystyle z=\cos x+\sin x\cdot i} і {\displaystyle z^{j}=\cos jx+\sin jx\cdot i}, то із збіжності цих рядів випливає збіжність комплексного ряду {\textstyle \sum _{j=1}^{\infty }{\frac {z^{j}}{j}}} для {\displaystyle |z|=1} і {\displaystyle z\neq 1.}

## Ознака Діріхле для невласного інтеграла
Нехай виконуються умови:
- {\displaystyle f(x)\in C[a,\;+\infty ]} і має на {\displaystyle [a,\;+\infty ]} обмежену первісну {\displaystyle F(x)}, тобто {\displaystyle \exists M>0:\quad |F(x)|\leqslant M\quad \forall x>a};
- функція {\displaystyle g(x)\in C^{1}[a,\;+\infty ],\quad g(x)>0,\quad g'(x)\leqslant 0\quad \forall x>a};
- {\displaystyle \lim _{x\to +\infty }g(x)=0}.

Тоді {\displaystyle \int \limits _{a}^{+\infty }f(x)g(x)\,dx} існує.
- Очевидно, також можна було визначити такі умови {\displaystyle g(x)\in C^{1}[a,\;+\infty ],\quad g(x)<0,\quad g'(x)\geqslant 0\quad \forall x>a}.
- Умова монотонності в ознаці Діріхле є суттєвою.

{\displaystyle \int \limits _{1}^{+\infty }{\frac {\sin x}{{\sqrt {x}}+\sin x}}\,dx=\infty .}
Проте ця умова не є необхідною:
{\displaystyle \int \limits _{2}^{+\infty }{\frac {\sin x}{x+2\sin x}}\,dx} — збігається.